# Dia de no comprar res
El Dia Mundial Sense Compres (per les seves sigles en anglès BND, Buy Nothing Day, "Dia de no Comprar Res") és una jornada de protesta en contra del consumisme duta a terme per activistes socials, la seva majoria altermundistes, amb data variable cap a finals de novembre.

## Orígens
Va ser fundat per l'artista de Vancouver Ted Dave i posteriorment promogut per la revista canadenca Adbusters. Els participants d'aquest moviment s'abstenen de comprar qualsevol cosa durant 24 hores com una exhibició concentrada del poder del consumidor.
El concepte del dia internacional de no comprar res es basa en el valor que es dona a les coses. Adbusters diu als consumidors "Un objecte mai et farà feliç", recomanant així una economia local.

## Context
Aquest esdeveniment intenta que la societat prengui consciència del que alguns veuen com els hàbits de consum derrochador als països del primer món. Els activistes també poden participar en manifestacions per impedir visitar centres comercials i altres formes d'expressió radical. Així mateix, Adbusters ha aconseguit anunciar la jornada en la CNN, però altres cadenes, com l'MTV, s'han negat a emetre els seus anuncis.
D'altra banda, en els últims anys, el moviment ha guanyat adeptes entre els moviments contra el canvi climàtic. Aquests argumenten que per detenir aquest fenomen el primer món ha de canviar els seus hàbits de consum.

## Història del dia
El “dia mundial sense compres” es va celebrar per primera vegada en Vancouver, Canadà al setembre de 1992, però en 1997 va ser traslladat al dia després d'Acció de Gràcies als Estats Units, com una crida contra el consumisme de l'època prenadalenca.
La lluita d'aquest dia no és contra les indústries, sinó contra allò que aquests representen, un consumisme balafiador i individualista.

## Data
Als Estats Units i el Canadà, els partidaris es manifesten el dia després del Dia d'Acció de Gràcies. Aquest dia, freqüentment anomenat «divendres negre», és als Estats Units un dels dies de l'any en els quals més es compra. En la resta del món, se celebra un dia després, el dissabte.
Des que el “Dia Mundial sense Compres” se celebra després d'Acció de Gràcies, algunes persones han vist l'oportunitat d'exposar la hipocresia del cap de setmana posterior a Acció de Gràcies. Aquesta festa sempre s'ha centrar a l'amistat, la família i la comunitat, mentre que l'endemà només ho fa en el consumisme i les compres. Així doncs, certs dels seus participants poden considerar-ho com un mitjà de reivindicar el missatge original de la celebració: animar als amics i les famílies a reunir-se, en comptes de gastar diners.

## Crítiques
Crítics del moviment del “Dia de No Comprar Gens” han afirmat que els consumidors simplement compraran més l'endemà, la qual cosa desvalorizaría la protesta. Tanmateix, els participants afirmen que això no afecta el seu missatge.